# Ерве Рьонар
Ерве Жан-Мари Роже Рьонар (на френски: Hervé Jean-Marie Roger Renard) роден на 30 септември 1968 година в Екс ле Бен, департамент Савоя, Франция е френски футболист, който играе на поста защитник. Впоследствие става треньор, понастоящем води националния отбор на Саудитска Арабия.

## Постижения (треньор)

### Замбия
- Купа КАСАФА (1): 2013
- Купа на африканските нации (1): 2012

### Кот д’Ивоар
- Купа на африканските нации (1): 2015

### Саудитска Арабия
- Купа на нациите на Персийския залив (1): 2019